# 12현 기타

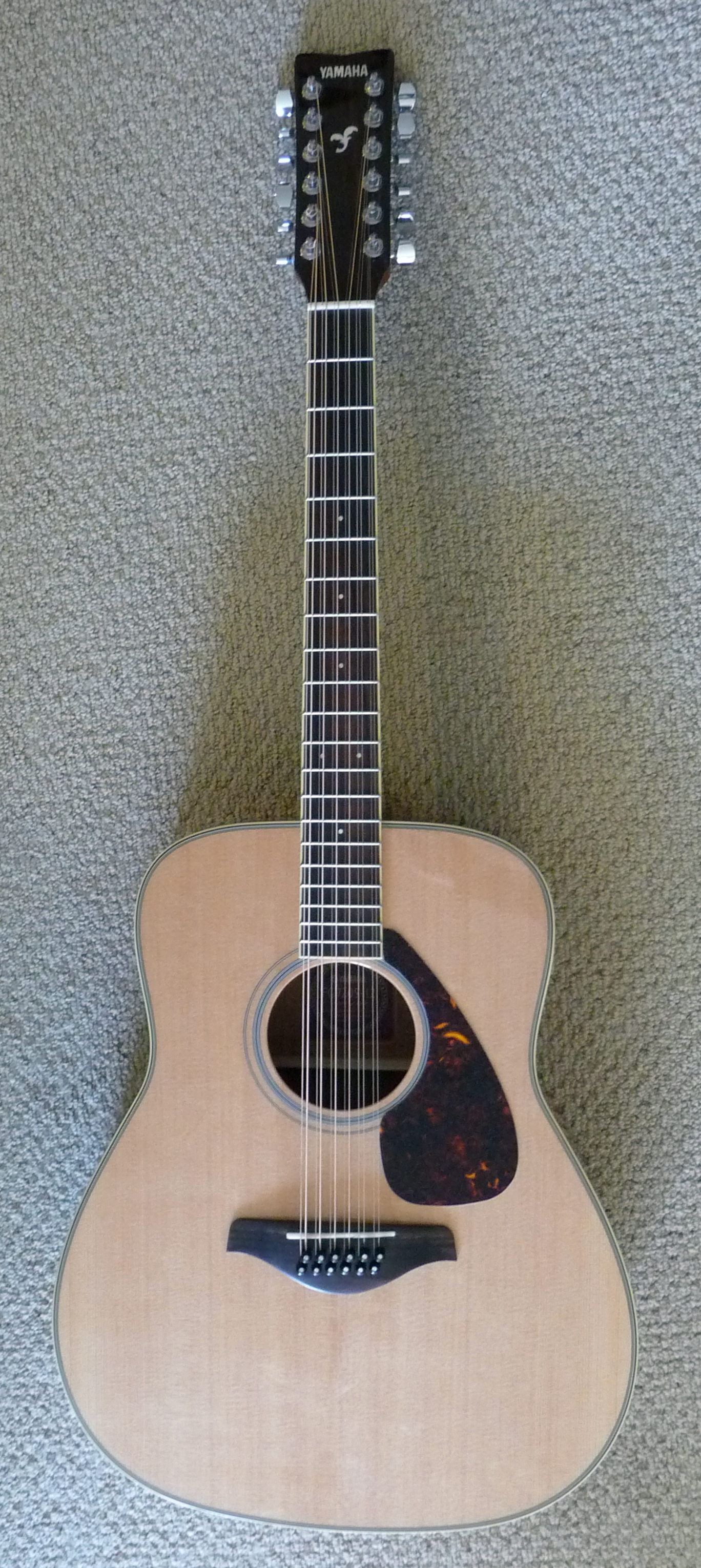
어쿠스틱 12현 기타: 야마하 FG720S-12

12현 기타(Twelve-string guitar)는 6개의 코스에서 12개의 줄이 있는 철줄 기타로, 표준 6현 기타보다 더 풍부하고 벨이 더 울린다. 일반적으로 하위 4개 코스의 문자열은 8진수로 조정되며 상위 2개 코스의 문자열은 단조로 조정된다.각 듀얼 스트링 코스의 줄간 간격은 좁고, 각 코스의 줄들은 단일 단위로 초조해하고 당겨진다. 목은 줄이 더 넓어지며 클래식 기타 목의 폭과 비슷하다. 특히 음향기기에서 소리는 6개의 현악기보다 더 가득하고 더 조화롭게 울린다.

## 같이 보기
- 포르투갈 기타